# ELK Airways

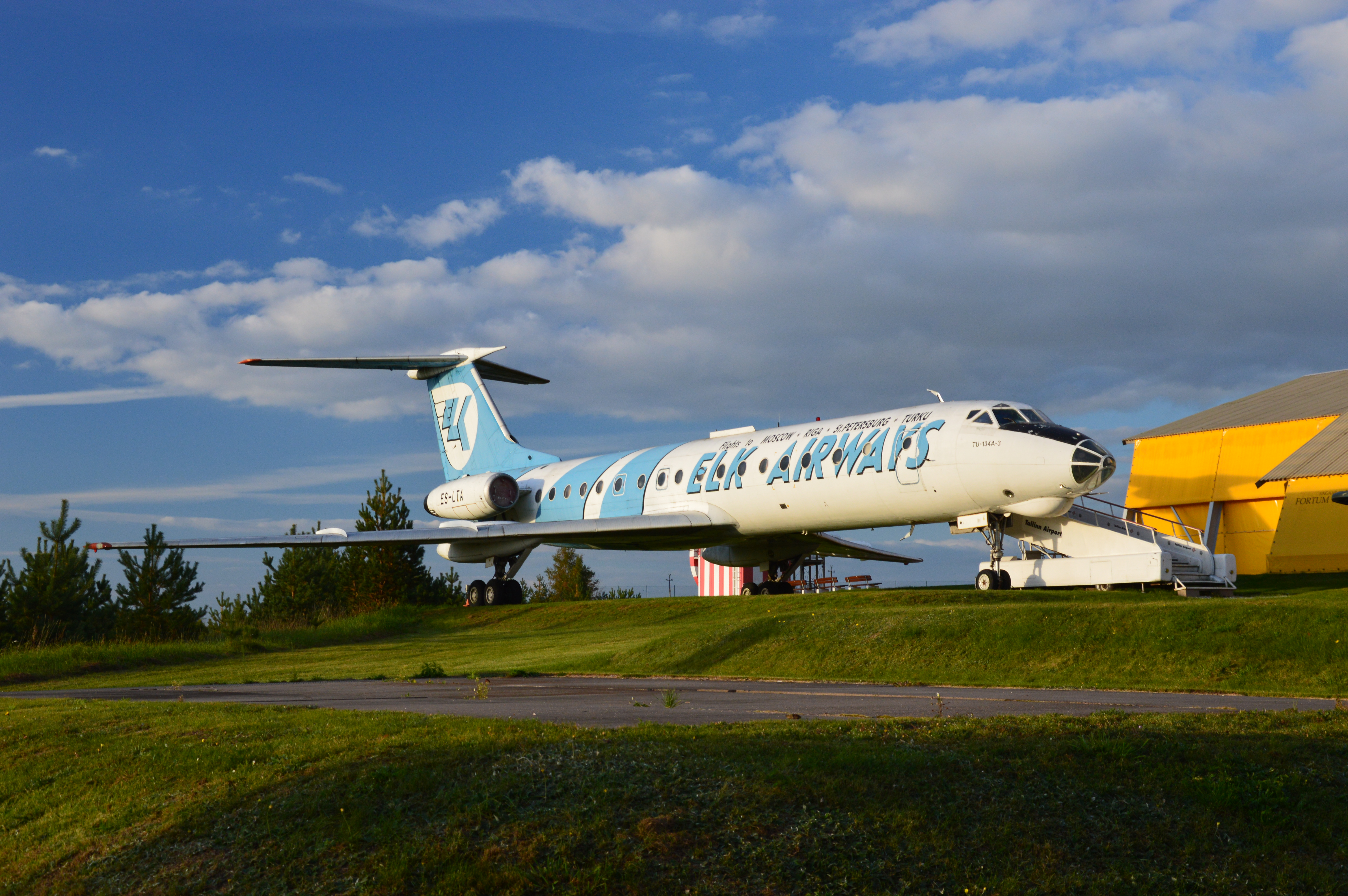
Tupolev Tu-134A

ELK Airways var ett flygbolag ifrån Estland flög bland annat Tupolev Tu-134 och Tupolev Tu-154.
En Antonov 28 med 14 passagerare havererade 23 november 2001 på Dagö. En passagerare omkom.